# Bergtjärnen (Jokkmokks socken, Lappland, 738313-170077)
Bergtjärnen är en sjö i Jokkmokks kommun i Lappland och ingår i Luleälvens huvudavrinningsområde.